# Xammes
Xammes é uma comuna francesa na região administrativa de Grande Leste, no departamento de Meurthe-et-Moselle. Estende-se por uma área de 8,16 km². Em 2010 a comuna tinha 157 habitantes (densidade: 19,2 hab./km²).